# Founingo hollandais
Alectroenas nitidissimus
Espèce
Statut de conservation UICN

 EX  : Éteint
Le Founingo hollandais (Alectroenas nitidissimus) était une espèce de pigeons mauriciens de la famille des Columbidae. Il est connu seulement de trois peaux et de diverses illustrations, et n'a plus été aperçu depuis 1840. Cette espèce très colorée fut abondamment chassée. Elle a aussi souffert de l'introduction de rats puis de macaques.

## Répartition
Ce taxon se rencontre dans le pays suivant : Maurice.

## Taxonomie
Le nom valide complet (avec auteur) de ce taxon est Alectroenas nitidissimus (Scopoli, 1786).
L'espèce a été initialement classée dans le genre Columba sous le protonyme Columba nitidissima Scopoli, 1786.
Ce taxon porte en français le nom vernaculaire ou normalisé suivant : Founingo hollandais.
Alectroenas nitidissimus a pour synonyme :
- Columba nitidissima Scopoli, 1786